# Kiedy po raz ostatni widziałem Paryż
Kiedy po raz ostatni widziałem Paryż – amerykański melodramat z 1954 roku na podstawie powieści F. Scotta Fitzgeralda.

## Główne role
- Elizabeth Taylor - Helen Ellswirth/Wills
- Van Johnson - Charles Wills
- Walter Pidgeon - James Ellswirth
- Donna Reed - Marion Ellswirth/Matine
- Eva Gabor - Pani Lorraine Quarl
- Kurt Kasznar - Maurice
- George Dolenz - Claude Matine
- Roger Moore - Paul Lane
- Sandy Descher - Vicki Wills
- Celia Lovsky - Mama Janette
- Peter Leeds - Barney
- John Doucette - Campbell
- Odette Myrtil - Piosenkarka

## Fabuła
Tuż po II wojnie światowej Charles Wills zamieszkuje w Paryżu i pracuje jako korespondent amerykańskiej gazety. Całymi dniami przebywa w agencji prasowej, wieczorami pisze powieść. Pewnego dnia poznaje Helen, z którą po kilku tygodniach znajomości bierze ślub. Kiedy udziały naftowe Ellswirtów przynoszą rodzinie spory majątek, ich życie zmienia się. Helen czuje się samotna, bo mąż rzadko pojawia się w domu i mocno pracuje. Charles załamany porażkami literackimi zaczyna pić i spotykać się z rozwódką...